# KF Elbasani
Der KF Elbasani (albanisch Klubi Futbollit Elbasani) war ein albanischer Fußballverein in Elbasan, der zuletzt in der dritten Liga gespielt hatte.

## Geschichte

Logo des
KF Urani Elbasani (1923–1930)

Der Verein entstand 1923 unter dem Namen Klubi Futbollit Urani Elbasan, als die Vereine Aferdita Elbasan und Perparimi Elbasan fusioniert wurden. 1930 spielte Urani in der neu gegründeten ersten albanischen Liga. 1931 wurde der Klub in SK Elbasani und 1932 in KS Skampa Elbasan umbenannt, ehe 1939 KS Bashkimi als neuer Name gefunden wurde. 1949 spielte man nach der Zwangsauflösung unter Elbasani, taufte sich aber nur ein Jahr später in Puna Elbasan um. Nach dem ersten Aufstieg in die erste Liga 1958 beschloss man, sich in KS Labinoti Elbasan umzubenennen.
1984 wurde die erste Meisterschaft gewonnen. In der folgenden Saison spielte man zum ersten Mal im Europapokal, schied aber in der ersten Runde gegen Vardar Skopje aus. 1991 erhielt der Verein den alten Namen KS Elbasani zurück; 1997 wechselte man ihn aber wieder auf die heutige Bezeichnung KF Elbasani.
Nachdem man 2002 wieder in die erste Liga aufgestiegen war, feierte der Klub 2006 den zweiten Meistertitel. In der Champions-League-Qualifikation schied die Mannschaft dann allerdings gegen Ekranas Panevėžys aus Litauen aus.
2009 wurde man Tabellenletzter und stieg in die Kategoria e parë ab, schaffte aber als Zweiter im Folgejahr den direkten Wiederaufstieg. 2011 folgte der nächste Abstieg. Diesmal gelang es Elbasani erst nach 3 Jahren wieder in die höchste Spielklasse zurückzukehren.
2014 wurde das Ruzhdi-Bizhuta-Stadion renoviert und erweitert, damit dort auch internationale Spiele der Nationalmannschaft ausgetragen werden können, sowie in Elbasan Arena umbenannt.
Im Jahr 2021 konnte man nach einer schlechten Saison den Abstieg nicht verhindern. Der Verein stieg als Gruppenletzter in die drittklassige Kategoria e dyte ab. Aus Enttäuschung hatten sich viele Fans vom Club abgewandt, der zudem steuerrechtliche Probleme hatte. In der Folge gründete die Gemeinde Elbasan als „Nachfolgelösung“ den neuen Club AF Elbasani, der aber in der vierten Liga starten musste. Als drittklassiger Verein wurde KF Elbasani auch nicht mehr in der Elbasan Arena toleriert, sondern musste nach Peza bei Tirana aufs Spielgelände des FC Internacional ausweichen. Nach dem Saisonende verschlechterte sich der finanzielle Zustand vom Verein. Der Klub konnte nach dem Tod dessen Präsident Arben Laze nicht weiter finanziert werden können. Im September 2022 wurde der Klub offiziell aufgelöst.

## Erfolge
- Albanische Meisterschaft
  - Meister: 1984, 2006
- Albanischer Pokal
  - Sieger: 1975, 1992
  - Finalist: 1980
- Albanischer SuperKupa
  - Sieger: 1992

## Europapokalbilanz
| Saison  | Wettbewerb                    | Runde                  | Gegner            | Gesamt    | Hin     | Rück    |
| ------- | ----------------------------- | ---------------------- | ----------------- | --------- | ------- | ------- |
| 1984/85 | Europapokal der Landesmeister | 1. Runde               | Lyngby BK         | 0:6       | 0:3 (H) | 0:3 (A) |
| 2005/06 | UEFA-Pokal                    | 1. Qualifikationsrunde | Vardar Skopje     | (a)1:1(a) | 1:1 (H) | 0:0 (A) |
| 2006/07 | UEFA Champions League         | 1. Qualifikationsrunde | Ekranas Panevėžys | 1:3       | 1:0 (H) | 0:3 (A) |

Gesamtbilanz: 6 Spiele, 1 Sieg, 2 Unentschieden, 3 Niederlagen, 2:10 Tore (Tordifferenz −8)